# Mohamed Lahouaiej-Bouhlel
Mohamed Lahouaiej-Bouhlel (in arabo محمد لحويج بوهلال‎?, Muḥammad Laḥwiyyij-Būhlāl; M'saken, 3 gennaio 1985 – Nizza, 14 luglio 2016) è stato un terrorista tunisino residente in Francia, autore dell'attentato terroristico che ebbe luogo a Nizza il 14 luglio 2016; per sferrare tale attacco, Bouhlel si mise alla guida di un camion sul Lungomare degli Inglesi, dove ogni anno si tengono le celebrazioni per la festa nazionale francese, causando la morte di 87 persone e il ferimento di altre 307, per poi essere ucciso dalla polizia.
È stato descritto come un uomo mentalmente instabile, con una vita personale molto controversa, che includeva abuso di droghe e l'utilizzo di contenuti violenti sul web.

## Biografia
Bouhlel nacque a M'saken, in Tunisia, una cittadina situata a circa 10 km di distanza dalla città costiera di Sousse. Secondo le indagini condotte dalla polizia, era regolarmente in possesso del permesso di soggiorno e si trasferì a Nizza nel 2005, lavorando come camionista dedito ad effettuare consegne. Praticava arti marziali, frequentava locali notturni adibiti al ballo della salsa e conduceva una "sfrenata vita sessuale". Bouhlel era sposato e padre di tre figli, ma era in procinto di divorziare. È stato riportato che aveva gravi difficoltà finanziarie e che lavorava come camionista grazie ad un permesso ottenuto appena un anno prima dell'attentato. Nel gennaio 2016 si addormentò al comando del volante di un furgone, venendo così licenziato.
I suoi genitori erano divorziati. Suo padre, che vive nella città natale della famiglia, ha dichiarato ad un'agenzia di stampa internazionale che suo figlio soffriva di depressione e di abuso di alcol e droghe:
 La sorella di Bouhlel ha affermato che la sua famiglia ha trasferito i suoi documenti alla polizia, i quali attestavano che Mohamed fosse stato visitato diverse volte da uno psicologo per molti anni. Suo padre e suo fratello hanno insistito sul fatto che "la religione non abbia nulla a che fare con l'attentato", affermando inoltre che Mohamed non pregava e non seguiva affatto il Ramadan. Suo fratello ha anche dichiarato che Mohamed non conosceva nessuno, non mandava mai alcun regalo alla sua famiglia e non salutava mai.
Qualche giorno prima dell'attentato, Bouhlel si lasciò crescere la barba dicendo alle persone che il significato di quella barba fosse religioso. Le autorità francesi hanno riportato che Mohamed mostrò interesse religioso solamente di recente, tanto da essersi fatto crescere la barba soltanto otto giorni prima dell'attacco, radicalizzandosi così molto velocemente. Un testimone ha inoltre affermato che Bouhlel iniziò a frequentare la moschea solamente a partire dal mese di aprile. L'investigatore francese François Mulin ha dichiarato che "Boulel aveva espresso sostegno allo Stato Islamico".
Secondo alcuni media, Bouhlel era conosciuto alla polizia per cinque precedenti crimini commessi, riguardanti la violenza armata. Il 27 gennaio 2016 venne messo in libertà vigilata dopo aver aggredito, con una paletta di legno, un autista in seguito ad un incidente stradale. Il 24 marzo seguente venne condannato a sei mesi di carcere, salvo poi vedersi sospendere la pena.
Mohamed venne arrestato per l'ultima volta meno di un mese prima dell'attacco dopo un incidente stradale, provocato dopo essersi addormentato alla guida di un veicolo, rimanendo soggetto a supervisione giuridica. Tuttavia, non venne registrato come un soggetto a rischio per la sicurezza nazionale dalle autorità francesi.
Alcune notizie hanno anche riportato che Bouhlel ha spesso fatto ritorno in Tunisia, di cui l'ultima volta otto mesi prima dell'attentato.

## Affiliazioni sospette
Il quotidiano Nice Matin ha pubblicato un'intervista rilasciata ad un testimone oculare della strage di Nizza, il quale ha affermato di aver udito, dal suo balcone, Bouhlel gridare Allahu Akbar (Allah è grande) durante l'attentato, affermazioni che sono state anche riportate da vari media e agenzie di stampa. Tuttavia, gli ufficiali non hanno confermato queste versioni, mentre la BBC ha affermato che quest'espressione può essere stata udita in un video.
Un pubblico ministero francese ha dichiarato che l'attacco "porta il segno caratteristico del terrorismo jihadista", anche se un'investigazione preliminare svolta dagli ufficiali francesi, non ha trovato alcun legame tra Lahouaiej-Bouhlel e qualche organizzazione terroristica internazionale. Amaq News Agency, un sito che si dice essere affiliato all'ISIS, ha definito Bouhlel come "un soldato dello Stato Islamico", citando una fonte di sicurezza che riportava come il terrorista "ha sferrato il proprio attacco in risposta agli attacchi della coalizione contro l'ISIS."
Bouhlel non era conosciuto dalle autorità tunisine per essere coinvolto in qualche attività terroristica sul suo paese natale. Il suo nome non figurava nel database francese contenente una lista di sospetti terroristi affiliati allo Stato Islamico.  Secondo il cugino della moglie di Bouhlel, Mohamed non era affatto una persona religiosa e non frequentava alcuna moschea. Il Guardian ha affermato che la mancanza di interesse religioso è tipica dei belgi e dei francesi che all'inizio del 2016 si sono uniti a gruppi terroristici.
Il Primo Ministro francese Manuel Valls ha dichiarato che Bouhlel venne "probabilmente radicalizzato all'Islam in qualche modo" e ha inserito l'attacco nel contesto della lotta al terrorismo sia all'esterno che all'interno del territorio francese. Quest'informazione venne inizialmente presa con cautela dal Ministro dell'Interno francese Bernard Cazeneuve, che affermò di "non avere un individuo noto all'intelligence francese per presunte attività di radicalizzazione islamica" e di "non poter confermare che le motivazioni del suo gesto fossero di matrice jihadista." Il giorno seguente, Cazeneuve disse che "sembra che il terrorista si sia radicalizzato rapidamente", prima ancora che lo scoprissero gli investigatori.
Lo zio di Mohamed, Sadok Bouhlel, ha affermato che suo nipote è stato indottrinato all'Islam due settimane prima dell'attacco da un membro algerino del gruppo dello Stato Islamico di Nizza. 

## L'attentato di Nizza e la morte
Bouhlel visitò il Lungomare degli Inglesi un paio di volte nei due giorni precedenti l'attentato, come documentano le telecamere a circuito chiuso posizionate nella zona. Poco prima di sferrare l'attacco si è anche scattato delle foto che lo ritraevano alla guida del camion con il quale avrebbe compiuto la strage e in seguito le avrebbe condivise sul suo cellulare tramite un messaggio. Per identificare i destinatari dei vari messaggi da lui inviati, furono impiegati oltre 200 investigatori.
Bouhlel venne ucciso a colpi di pistola dagli ufficiali di polizia che tentavano di fermarlo alla guida del suo furgone.
Nei giorni seguenti la strage, a differenza del luogo in cui si è consumata la tragedia, dove le persone apportavano mazzi di fiori e lumi di candela per commemorare le vittime, nel punto esatto in cui Bouhlel è stato ucciso dalla polizia, la gente ha lasciato pietre, rifiuti della spazzatura e qualche sputo.